# 選鉱
選鉱（せんこう、英語: mineral processing / ore dressing）は、採掘した鉱石を有用鉱物と不用鉱物（脈石）とに分離する作業。または、異なる複数種類の有用鉱物を互いに分離する作業。

## 概説
岩石のうち有用鉱物を含み、経済的に資源として回収可能なものを鉱石（ore）といい、鉱石中から有用鉱物を分離する操作をいう。一部には鉱石から直接有用成分（元素）を抽出する技術もあるが、ほとんどの場合、まず有用鉱物を分離したほうがコストを抑えることができる。
選鉱は基本的には鉱物の化合物形態を変化させることなく、物理的性状によって選別を行うことをいう。銅鉱石などの選鉱法は1910年頃まで比重を利用した比重選鉱法が主流だった。しかし、岩石表面の親水性と金属の疎水性を利用した浮遊選鉱法（浮選）が開発され、鉱山の採算性の向上や金属価格の下落がもたらされ工業の発展に貢献した。
選鉱作業の方法には、肉眼で鉱石を選別する手選鉱（手選）と浮遊選鉱のように機械設備を利用する機械選鉱に分けられる。
古くから用いられる人手による比重選鉱の方法として、椀掛け（英: panning）があり、砂金の現地での採取に利用される。

## 基本的な工程
広義の選鉱は単体分離の過程（破砕及び磨鉱）と狭義の選鉱に分けられる。
単体分離は破砕（crushing）や磨鉱（grinding）によって、可能な限り一粒子が一種の鉱物種になるようにする工程をいう。
狭義の選鉱（ore beneficiation、concentration）は有用鉱物と通常は脈石（gangue）と呼ばれる不用部分を分けるもので、岩石の表面の親水性や疎水性を利用する浮遊選鉱法、比重を利用する比重選鉱法、色を利用する光学選鉱法、静電特性を利用する静電選鉱法、磁性を利用する磁力選鉱法などに分けられる。
選鉱工程による分離で得られた有用鉱物を精鉱（concentrate）という。選鉱工程の後、鉱物（精鉱）から金属を得る工程を製錬という。

## 選鉱法の種類
- 浮遊選鉱
- 比重選鉱（比重選別）[6][7]
  - 重液選鉱（重選）[8]
- 静電選鉱（静電選別）[9]
- 磁力選鉱（磁選、磁力選別）[10][11] - 主に砂鉄の選鉱に使用。
- 空気選鉱（真空選鉱） - 石綿の選鉱に使用。
- 放射能選鉱（放射能選別）[12]